# 627 Charis
627 Charis è un asteroide della fascia principale del diametro medio di circa 48,51 km. Scoperto nel 1907, presenta un'orbita caratterizzata da un semiasse maggiore pari a 2,9010497 UA e da un'eccentricità di 0,0629847, inclinata di 6,47028° rispetto all'eclittica.
Il suo nome si riferisce a Carite, una delle Grazie e moglie di Efesto.